# Ludwig Erhard
Ludwig Erhard (Fürth, Baviera, Alemanya 1897 - Bonn, Alemanya 1977), economista i polític alemany, va ser Canceller d'Alemanya (1963-1966).

## Naixement
Va néixer el 4 de febrer de 1897, a Fürth, a Baviera, al sud d'Alemanya.

## Segona Guerra Mundial (1939-1945)
Va mantenir-se allunyat de la política durant la Segona Guerra Mundial (1939-1945), va fer d'economista, com a director de l'Institut d'investigació Industrial de Nüremberg (1939-1942). El 1942, els nazis el van destituir per defendre posicions liberals, contràries al règim econòmic de Hitler.

## República Federal Alemanya
Després de la caiguda del Tercer Reich, va passar a la política activa per a participar en la reconstrucció de la República Federal Alemanya en les tres zones occidentals del país i evitar l'expansió del comunisme, règim adoptat per la República Democràtica Alemanya. El 1945 va integrar-se a la Unió Democristiana d'Alemanya (CDU), i va ser nomenat Ministre d'Economia de la regió de Baviera (1945-1948), diputat al parlament de la RFA (1949-1949), Ministre d'Economia del govern de Konrad Adenauer (1949-1963).

## Ministre d'Economia (1949-1963)
Durant el mandat de Ministre d'Economia, pel govern de Konrad Adenauer, va dirigir l'espectacular recuperació coneguda com a "miracle econòmic alemany", recolzat per l'ajuda Americana del Pla Marshall, però també dels incomptables sacrificis que Erhard va impulsar a la població alemanya.

## Canceller Alemany (1963-1966)
El 1963 va aconseguir la renúncia d'Adenauer, al que va substituir com a canceller, per a continuar una política bastant similar. L'abandonament dels liberals de la coalició governamental el va obligar a dimitir el 1966, deixant pas a un govern de gran coalició amb els Socialdemòcrates, presidit per un altre membre del seu partit, Kurt Georg Kiesinger.

## Retirada de la vida política i mort (1966-1977)
El 1967 va deixar la presidència de la Unió Democristiana d'Alemanya a Kurt Georg Kiesinger. Va morir a Bonn, al sud-oest d'Alemanya, el 5 de maig de 1977, als 80 anys.

## Honors
Gran Creu de l'orde del Mèrit de la República Federal Alemanya
 Gran Creu de l'orde bavarès al Mèrit
 Gran Creu de l'orde de la República Italiana
 Gran Creu de l'orde del Sol (Perú)
 Gran Creu de l'orde de Sant Joan l'Espasa
 Gran Creu de l'orde d'Isabel la Catòlica (Espanya)